# Brunpannad bandvinge
Brunpannad bandvinge (Actinodura egertoni) är en fågel i familjen fnittertrastar inom ordningen tättingar som förekommer i södra Asien.

## Kännetecken
Brunpannad bandvinge är en relativt stor brunfärgad bandvinge med grått huvud, rostbrunt ovan och under näbb och för släktet karakteristiskt tätt svartbandad stjärt och handpennor. Mantelns färg skiljer sig åt mellan underarterna, från rostbrun till mer olivfärgad.

## Utbredning och systematik
Brunpannad bandvinge hittas i undervegetation i fuktiga skogar, även ungskog. Den delas in i fyra underarter:
- Actinodura egertoni egertoni – förekommer i Nepal, Sikkim, Bhutan, norra Assam och sydöstra Tibet
- Actinodura egertoni lewisi – förekommer i nordöstra Assam (Mishmi Hills)
- Actinodura egertoni khasiana – förekommer i bergsskogar i södra Assam (söder om Brahmaputra)
- Actinodura egertoni ripponi – förekommer från södra Kina (västra Yunnan och sydvästra Guangxi) till sydvästra Myanmar

## Levnadssätt
Fågeln förekommer i tät undervegetation och buskområden i varma städsegröna lövskogar, mellan 600 och 2.600 meters höjd. Den lever av insekter, bland annat gräshoppor och myror, men även bär som smultron. Arten häckar från april till juli.

## Status och hot
Arten har ett stort utbredningsområde och en stor population, men tros minska i antal, dock inte tillräckligt kraftigt för att den ska betraktas som hotad. Internationella naturvårdsunionen IUCN kategoriserar därför arten som livskraftig (LC). Världspopulationen har inte uppskattats men den beskrivs som sällsynt och lokalt förekommande i centrala Nepal, frekvent i Bhutan och lokalt ganska vanlig i Indien.

## Namn
Fågelns vetenskapliga artnamn hedrar den engelske paleontologen Sir Philip de Malpas Grey-Egerton (1806-1881). På svenska har den även kallats rödpannad bandvinge.

## Bilder

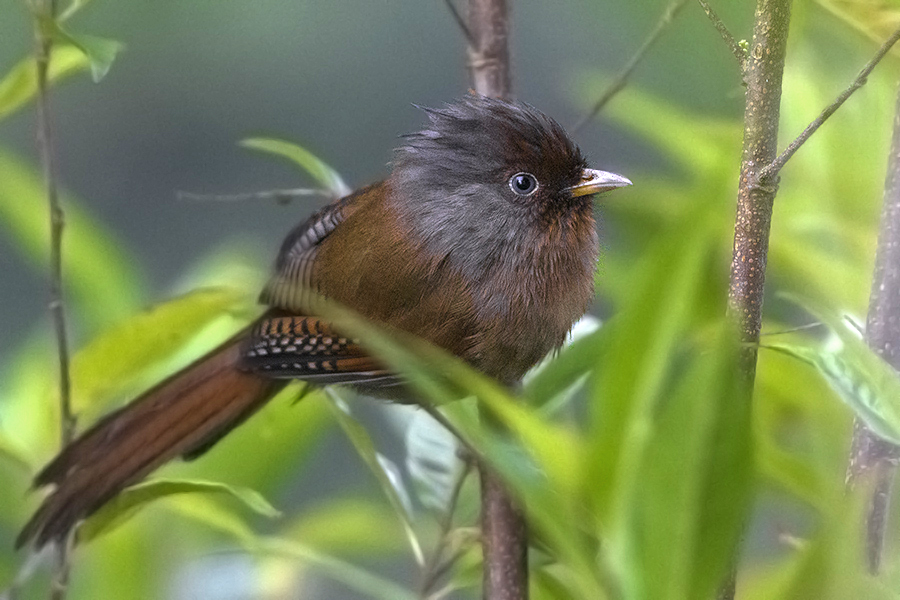
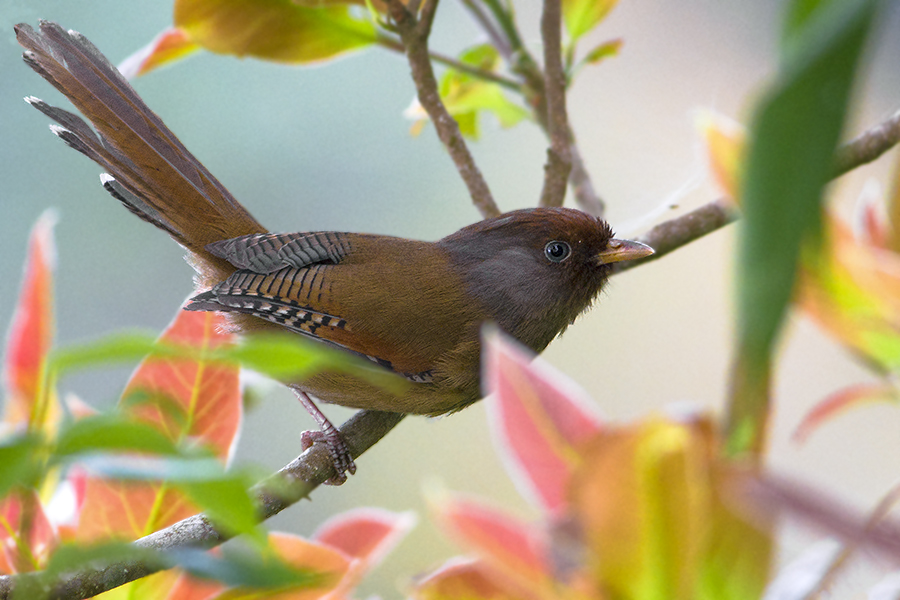
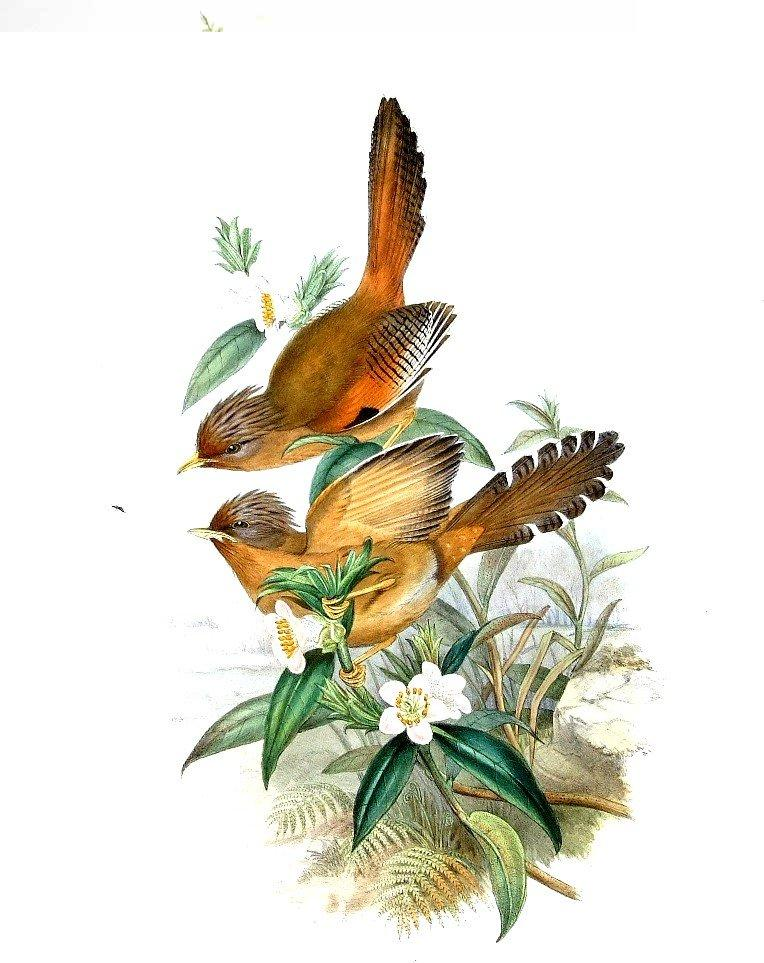